# Богочаново
Богочаново — деревня в Знаменском районе Омской области. Входит в состав Семёновского сельского поселения.

## История
Основана в 1880-х годах, как выселок. В 1928 г. состояла из 44 хозяйств, основное население — русские. Центр Богочановского сельсовета Знаменского района Тарского округа Сибирского края.

## Население
| 1926 | 2002 | 2010 |
| ---- | ---- | ---- |
| 213  | ↘45  | ↘41  |